# Чакри (композитор)
Чандрадхар Джилла (англ. Chakradhar Gilla, телугу చక్రధర్ జిల్లా; более известный как Чакри; 15 июня 1974 — 15 декабря 2014) — индийский композитор и закадровый исполнитель в кино на телугу. Написал музыку для 85 кинокартин. Получил Filmfare Award South за лучший мужской закадровый вокал (телугу) в 2003 году за песню «O Maguva» для фильма «Сатьям».

## Биография
Чакри родился 15 июня 1974 года в городе Махабубабад (округ Варангал, ныне штат Телангана). Его родители: Джилла Венката Нараяна, певец и актёр кино на телугу, и Дж. Видьявати. Чакри был одним из пяти детей и имел троих сестёр и брата. Его брат Мадхава Рао, известный как Махит, — подающий надежды композитор.
Первые шаги в киноиндустрии Чакри сделал в фильме Пури Джаганнатха Bachi (2000), написав музыку для песен и исполнив одну из них дуэтом со Сварналатхой. Впоследствии они с Джаганатхом сотрудничали ещё не раз, Чакри чаще других композиторов писал музыку для его фильмов.
Самыми известными фильмами, для которых Чакри писал музыку, стали Itlu Sravani Subramanyam (2001), Amma Naanna Tami Ammai (2003), Idiot (2002), «Сатьям» (2003), «Руки вверх!» (2010), Devaraya (2012) и Jai Bolo Telangana (2011). Песня «O Maguva Nee Sneham Kosam» из фильма «Сатьям» в одночасье принесла ему успех как закадровому исполнителю. В 2010 году он выиграл Nandi Award за лучшую музыку к песне для фильма Simha. Однако Simha стал его последним крупным проектом, в последующие годы композитор жаловался на отсутствие хороших предложений.
К концу жизни у Чакри начались проблемы со здоровьем и лишним весом. У него было диагностировано апноэ во сне, после чего в течение пары месяцев он спал с устройством СИПАП. 15 декабря 2014 года жена Чакри, проснувшись, обнаружила, что устройство не на месте, и обратилась в больницу. В клинике, куда он был доставлен, врачи констатировали смерть в 7:45 утра.

### Личная жизнь
Примерно за 10 лет до своей кончины, после того как развёлся с первой женой, Чакри женился на Шравани. Брак был межкастовый, и Шравани, пойдя против воли своей семьи, переехала у мужу. До 27 ноября 2014 супружеская пара жила вместе с родственниками Чакри: матерью, братом и сестрой Кришнаприей, её мужем и детьми; после чего переехали в собственную квартиру из-за конфликта с матерью Чакри. Через несколько дней после смерти мужа Шравани обратилась в Государственную комиссию по правам человека в поисках поддержки в вопросах, связанных с имуществом её мужа. Впоследствии она подала в полицию жалобу на родственников Чакри, претендующих на его имущество.